# Рия
Рия (араб. رياء‎) — исламский термин, обозначающий показные действия и свершение благого ради того, чтобы покрасоваться перед другими людьми, а не ради Аллаха. В акыде противопоставляется концепту ихлас (искренность).

## Греховность
Рия является малым ширком и в нияте граничит с большим ширком. Рия само делится на большое (намерение совершить ибада напоказ людям) и малое (когда ибада изначально совершается ради Аллаха, но человек, заметив внимание, старается сделать его для улучшения мнения о себе).
Пример хадиса из Муснада Ахмада (источник суннитов), упоминающего грех рия:

Передано от Махмуда ибн Лабида, что посланник Аллаха, да благословит его Аллах и приветствует, сказал (сахабам): «истинно, больше всего я боюсь, что вы впадёте в малый ширк». Те спросили его, что такое малый ширк. На это тот ответил «это показуха». Аллах, азза ва джаль, скажет (в день киямат) (сделавших это), когда люди будут получать по заслугам за свои дела: «Иди к тем, перед кем вы совершали это при жизни, и глядите, найдёте ли вы у них награду?»
Оригинальный текст (ар.)عَنْ مَحْمُودِ بْنِ لَبِيدٍ أَنَّ رَسُولَ اللَّهِ صَلَّى اللَّهُ عَلَيْهِ وَسَلَّمَ قَالَ إِنَّ أَخْوَفَ مَا أَخَافُ عَلَيْكُمْ الشِّرْكُ الْأَصْغَرُ قَالُوا وَمَا الشِّرْكُ الْأَصْغَرُ يَا رَسُولَ اللَّهِ قَالَ الرِّيَاءُ يَقُولُ اللَّهُ عَزَّ وَجَلَّ لَهُمْ يَوْمَ الْقِيَامَةِ إِذَا جُزِيَ النَّاسُ بِأَعْمَالِهِمْ اذْهَبُوا إِلَى الَّذِينَ كُنْتُمْ تُرَاءُونَ فِي الدُّنْيَا فَانْظُرُوا هَلْ تَجِدُونَ عِنْدَهُمْ جَزَاءً

Пример хадиса из Усуль аль-Кафи (источник имамитов), упоминающего грех рия:

Передано с иснадом, идущим к Мухаммаду ибн Якубу, от Али ибн Ибрахима, от его отца, от ибн Аби Умайра, от Аби Магра, что Язид ибн Халифа передал от имама Садыка слова: «Всякая показуха — ширк. Истинно, совершающий благие дела для людей — получает награду от людей, а кто ради Аллаха — от Аллаха»
Оригинальный текст (ар.)بِالسَّنَدِ المُتَّصِلِ إِلى مُحَمَّدِ بْنِ يَعْقُوبَ عَنْ عَلِيٍّ بْنِ إِبْرَاهِيمَ، عَنْ أَبِيهِ، عَنِ ابْنِ أَبِي عُمَيْرٍ، عَنْ أَبِي المَغْرَا عَنْ يَزِيدَ بْنِ خَلِيفَةٍ قَالَ: قَالَ أَبُو عَبْدِاللهِ عَلَيْهِ السَّلامُ: كُلُّ رِيَاءٍ شِرْكٌ. إِنَّهُ مَنْ عَمِلَ لِلنَّاسِ كَانَ ثَوَابُهُ عَلَى النَّاسِ، وَمَنْ عَمِلَ للهِ كَانَ ثَوابُهُ عَلَى اللهِ